# Déodat Gratet de Dolomieu
Déodat Gratet de Dolomieu, celým jménem Dieudonné Sylvain Guy Tancredi de Dolomieu (23. června 1750, Dolomieu – 28. listopadu 1801, Châteauneuf), byl francouzský mineralog a geolog. Studoval zejména geologické poměry Pyrenejí. Zabýval se vulkanologií a genezí magmatických hornin a minerálů. Je po něm nazvána sedimentární hornina a minerál se stejným názvem dolomit, stejně jako jeden z horských masivů Italských Alp – Dolomity.

## Život
Narodil se na zámku v Dolomieu nedaleko La Tour-du-Pin, jako jedno z 11 dětí Marquise de Dolomieu a jeho ženy Marie-Françoise de Berengere. Od mládí se zajímal o přírodu. Ve dvanácti letech vstoupil do armády, kde sloužil v Řádu maltézských rytířů. V osmnácti 18 letech během souboje usmrtil svého kolegu, za což byl odsouzen na doživotí, po 9 měsících ve vězení byl po zákroku papeže Klementa XIII. propuštěn.
Ve vězení studoval fyziku a po propuštění podnikl několik vědeckých cest po Středomoří. Zajímal se o mineralogii, vulkanologii a vznik pohoří. Navzdory svému zájmu o sopky považoval za hlavní horotvornou sílu moře a dávné katastrofické události, čímž se zařadil mezi neptunisty a katastrofisty. Byl dobrým pozorovatelem přírodních jevů, mnoho času strávil sbíráním a kategorizací vzorků a údajů.
V roce 1780 Dolomieu pro neshody s nadřízenými odešel z armády a věnoval se pouze vědecké práci. Během cest do Tyrolských Alp Dolomieu objevil vápenatou usazenou horninu, která na rozdíl od vápence reagovala se slabou kyselinou jen velmi mírně. Tento objev zveřejnil v roce 1791 v časopise Journal de Physique. V roce 1782 Nicolas-Théodore de Saussure horninu a minerál, který ji tvořil, pojmenoval dolomit (franc. Dolomit). Podle převládající horniny byla pojmenována i část Alp v Itálii, která se dnes jmenuje Dolomity.
Dolomieu byl jedním z prvních příznivců Francouzské revoluce, která začala v roce 1789. Po popravě svého přítele, vévody de la Rochefoucauld, s revolucí přestal sympatizovat. Byl sympatizantem Napoleona Bonaparte. V roce 1795 během revolučních událostí přišel o celý svůj majetek a tak přijal místo profesora přírodních věd na École Centrale v Paříži. Podílel se také na zpracování mineralogické části francouzské metodické Encyklopedie. O rok později byl jmenován do funkce báňského inspektora a profesora na pařížské vysoké škole báňské.
V roce 1798 se jako člen Commission des sciences et des arts podílel na Napoleonově tažení do Egypta, během expedice však onemocněl a v březnu 1799 Severní Afriku opustil. Během návratu z Alexandrie však byla loď, na níž se plavil, nucena v důsledku špatného počasí vplout do italského přístavu Taranto. Následně byl na příkaz velmistra Řádu maltézských rytířů zatčen v italské Neapoli a převezen na Sicílii do Messiny, kde dva roky strávil ve vězení ve špatných podmínkách. Důvodem jeho zatčení byla účast na zprostředkování kapitulace Malty Napoleonovi. Proti jeho uvěznění protestovala i světová vědecká veřejnost, jeho propuštění však bylo dosaženo až po opětovném získání Itálie Napoleonem po bitvě u Marenga v roce 1801. Po propuštění se věnoval mineralogii v Pařížském muzeu přírodní historie. Zemřel půl roku po propuštění v důsledku špatného zdravotního stavu způsobeného špatnými podmínkami ve vězení. Jeho velká kolekce minerálů se dnes nachází v přírodovědném muzeu v Paříži.
Na vulkanickém ostrově Réunion v Indickém oceánu byl po něm pojmenován kráter „Dolomieu“, jde o hlavní kráter aktivní sopky Piton de la Fournaise.